# Maria Fabiola Quack
Maria Fabiola Quack, geborene Elisabeth Quack, (* 30. Dezember 1896 in Trippstadt; † 24. Oktober 1983 in Speyer) war eine deutsche Ordensschwester und Lehrerin der Kongregation der Armen Schulschwestern vom hl. Dominikus.

## Leben
Elisabeth Quack stammte aus einer kinderreichen Lehrerfamilie, ihr Bruder Erhard Quack war später Domkapellmeister. Elisabeth Quack besuchte das Lehrerinnenseminar der Armen Schulschwestern. Sie trat in die Ordensgemeinschaft ein und nahm zur Einkleidung den Ordensnamen Maria Fabiola an. Nach dem Noviziat studierte sie in München und Würzburg Mathematik und Physik und unterrichtete an einer Schule in Speyer.
Als unter dem Regime der Nationalsozialisten den Ordensgemeinschaften das Unterrichten untersagt wurde, arbeitete Sr. Maria Fabiola als Organistin in Winnweiler. Nach dem Ende des Zweiten Weltkrieges wurde sie Novizenmeisterin und unterrichtete wieder in Speyer. 1949 wurde sie zur Generalpriorin gewählt. Sie wirkte mit bei der Gründung von Schulen in Saarbrücken, Landstuhl und Speyer. Außerdem wurden in ihrer Amtszeit Missionsstationen und Krankenhäuser in Ghana gegründet. Es entstand außerdem das Jugenddorf in Silz. Zum Ende ihrer Amtszeit 1973 wurde Mutter Maria Fabiola mit dem Großen Bundesverdienstkreuz ausgezeichnet.